# Londýnský maraton

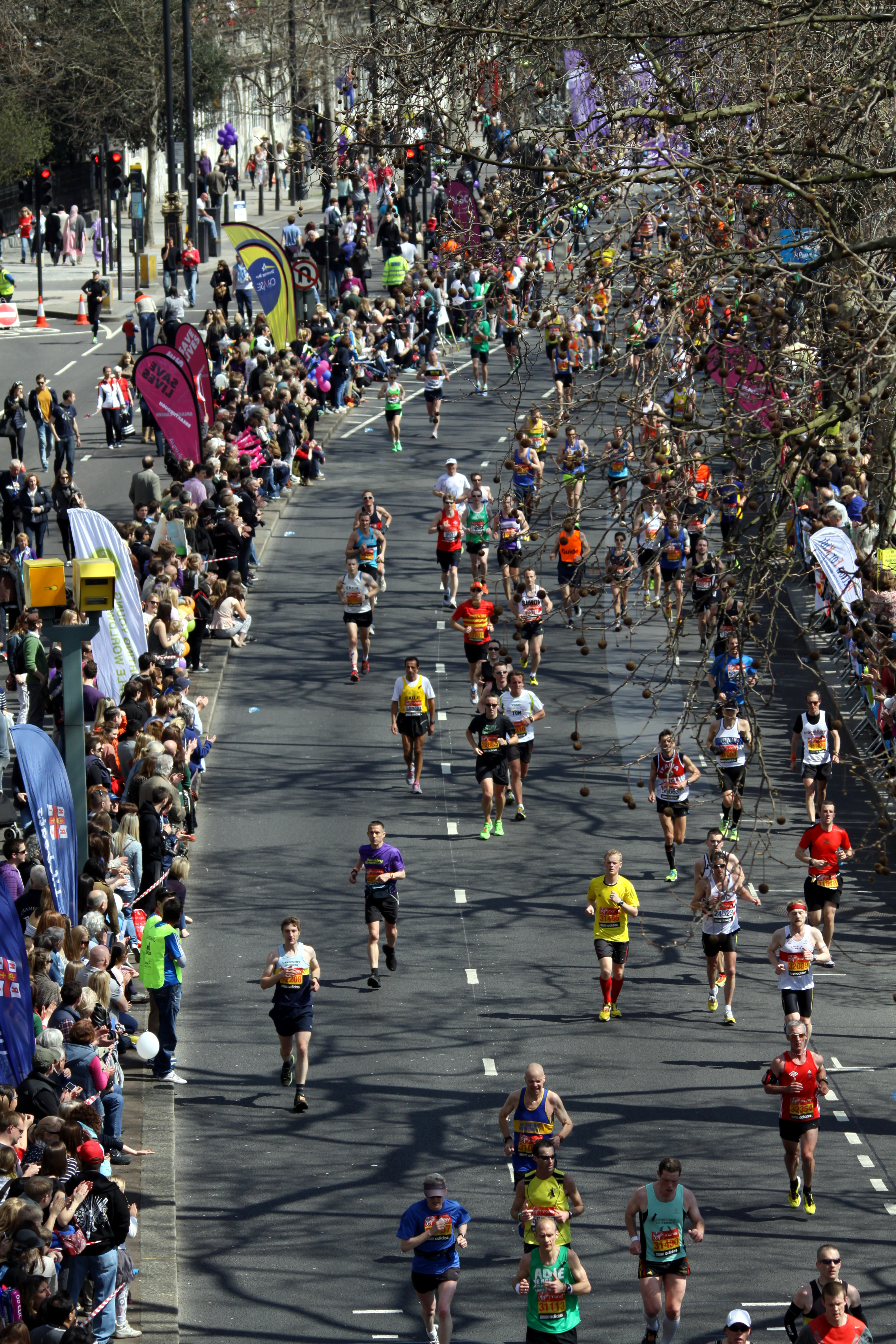
Amatérští běžci během závodu na Victoria Embankment

Londýnský maraton je druhý největší každoroční silniční závod ve Velké Británii, po Great North Run v Newcastlu. Založil ho olympijský vítěz a sportovní novinář Chris Brasher a medailista John Disley v roce 1981 a obvykle se koná v dubnu.
Závod má několik součástí: hromadný závod pro veřejnost, profesionální závody pro muže a ženy na dlouhé tratě, závody vozíčkářů pro muže a ženy a 3mílový minimaraton pro sportovce do 17 let. Maraton má významný charitativní přínos; od jeho založení pomohli sportovci získat již více než 1 miliardu liber (asi 28 miliard korun).
Od roku 2006 je elitní závod součástí World Marathon Majors, který zahrnuje šest maratonských závodů nejvyšší světové úrovně (další se konají v Tokiu, Bostonu, Berlíně, Chicagu a New Yorku).
Na londýnském maratonu byl několikrát překonán světový rekord. Současné rekordy závodu drží Kelvin Kiptum (2:01:25 v roce 2023) a Paula Radcliffová (2:15:25 v roce 2003).